# Rosa Ferrer Obiols

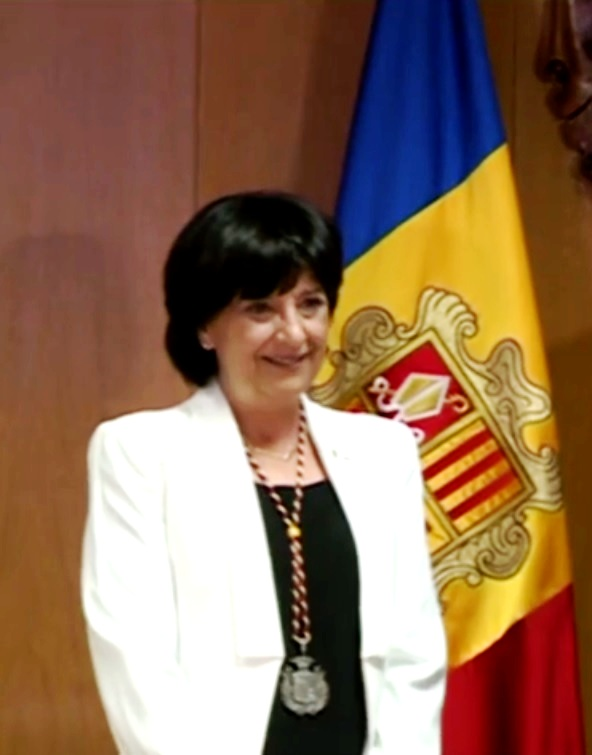
Rosa Ferrer Obiols (2014)

Maria Rosa Ferrer Obiols GOIH LH (geb. 23. April 1960 in Andorra la Vella; gest. 10. Februar 2018 ebenda) war eine andorranische Rechtsanwältin und sozialdemokratische Politikerin. Sie war von 2007 bis 2015 Cònsol Major der Gemeinde Andorra la Vella. 2015 war sie kurzfristig Außenministerin und dann bis Januar 2016 Ministerin für Gesundheit, Wohlfahrt und Beschäftigung im Kabinett von Antoni Martí Petit.

## Biographie
Rosa Ferrer Obiols wurde 1960 in Andorra la Vella geboren. Sie absolvierte ein Jurastudium an der Universität Barcelona.
Ihre Karriere begann sie 1979 als Justizbeamtin am Tribunal de Corts des Fürstentums Andorra. Später arbeitete sie als Dienststellenleiterin im Generalsekretariat der Regierung von Andorra und auch als Rechtsanwältin in zwei andorranische Anwaltskanzleien.
Ab 1983 begann sie ihre politische Karriere zunächst bei der Renovació Parroquial. Später wurde sie Mitglied der Entesa i Progrés und anschließend bei der Neuen Demokratie.
Sie war von 1994 bis 2001 Mitglied des andorranischen Parlaments.  Im Jahr 2001 war sie Mitbegründerin der Sozialdemokratischen Partei Andorras (SDA), wurde deren Generalsekretärin und später Leiterin für internationale Beziehungen bei der Sozialistischen Internationale und bei der Sozialdemokratischen Partei Europas. Von 2005 bis 2007 war sie für die SDA erneut Mitglied des Parlaments. 2007 führte sie die SDA-Wahlliste für die andorranischen Kommunalwahlen an, gewann diese und wurde Cònsol Major von Andorra la Vella. Bei den Kommunalwahlen 2011 wurde sie für die Coalició d'Independents per Andorra la Vella (Cd'I) wiedergewählt.
Im Januar 2015 kündigte sie ihren Rücktritt vom Amt als Cònsol Major von Andorra la Vella an, um bei den Parlamentswahlen am 1. März desselben Jahres in einer Koalition mit den Demokraten für Andorra anzutreten. Sie gewann einen Sitz im Generalrat von Andorra und der Premierminister von Andorra, Antoni Martí, ernannte sie zur Ministerin für institutionelle Beziehungen, soziale Dienste und Beschäftigung des Fürstentums Andorra. Die Zuständigkeitsbereiche ihres Ministerium wurden am 21. April 2015 neu auf Gesundheit, Wohlfahrt und Beschäftigung zugeschnitten, die institutionellen Beziehungen wurden durch den Regierungschefs übernommen. Am 4. Januar 2016 kam es nach den Kommunalwahlen von 2015 zur Auflösung der Koalition aus Coalició d'Independents für Andorra la Vella und Demòcrates per Andorra und sie trat von ihrem Amt zurück.
Seit ihrem Ausscheiden aus der Politik war sie in Andorra als Anwältin tätig. Am 10. Februar 2018 starb sie in ihrer Heimatstadt an Krebs.

## Ehrungen
- 2011: Senhora Grande Oficial im Orden des Infanten Dom Henrique durch den portugiesischen Präsidenten[7]
- 2013: Chevalière de la Légion d’Honneur (Ch. LH) der französischen Ehrenlegion, überreicht durch den französischen Präsidenten und Kofürsten von Andorra François Hollande